# Одрадівка (Бахмутський район)
Одра́дівка — село Світлодарської міської громади Бахмутського району Донецької області, Україна.
Поблизу села розташована ботанічна пам'ятка природи місцевого значення Одрадівський степ.

## Історія
16 січня 2015 року під час боїв за Дебальцеве поблизу Одрадівки загинули четверо артилеристів 44-ї бригади.

## Населення

### Мова
Розподіл населення за рідною мовою за даними перепису 2001 року:
| Мова       | Кількість | Відсоток |
| ---------- | --------- | -------- |
| українська | 150       | 98.68%   |
| російська  | 2         | 1.32%    |
| Усього     | 152       | 100%     |

За даними перепису 2001 року населення села становило 152 особи, з них 98,68 % зазначили рідною українську мову, а 1,32 % — російську.